# Gláfkos Klirídis
Gláfkos Klirídis (en grec Γλαύκος Κληρίδης, souvent écrit en français Glafcos Clerides ou Cléridès), né le 24 avril 1919 à Nicosie (colonie britannique de Chypre) et mort le 15 novembre 2013 dans la même ville, est un homme politique chypriote. 
Il est président de la république de Chypre de juillet à décembre 1974 (par intérim) et de 1993 à 2003. Acteur de l'indépendance chypriote, il est un homme politique modéré qui œuvra pour la réunification de son pays et pour le rapprochement avec l'Europe. Il est également le premier président chypriote grec à se rendre dans la partie nord de l'île pour négocier avec son vis-à-vis turc.

## Biographie
Après avoir servi dans la Royal Air Force au cours de la Seconde Guerre mondiale, Gláfkos Klirídis devient juriste et membre de l'EOKA, organisation en lutte contre la présence britannique à Chypre.
En 1959, il participe à la conférence de Londres sur l'avenir de Chypre, puis devient ministre de la Justice pendant la période de transition jusqu'à l'indépendance du pays en août 1960. Élu à la Chambre des représentants, il en est le premier président jusqu'en 1976. C'est à ce titre qu'il assure l'intérim de la présidence de la République après l'échec du coup d'État de juillet 1974 et jusqu'au retour du président Makarios en décembre de la même année.
Homme politique modéré, il fonde en 1976 le Rassemblement démocratique (Demokrátikos Synagérmos), une formation conservatrice favorable à la réunification de l’île et au renforcement des liens avec l’Europe.
Candidat à la présidentielle de 1993, il est élu au second tour le 14 février en battant le président sortant Giórgos Vasileíou. Cinq ans plus tard, il est réélu face à Giórgios Iakóvou. Enfin, candidat à un troisième mandat en 2003, il est cette fois-ci battu par Tássos Papadópoulos et quitte la présidence après dix ans.
On retient également de lui qu'il est en décembre 2001 le premier président chypriote grec à effectuer une visite dans la partie nord de l’île, dans le cadre de négociations directes avec le président chypriote turc, Rauf Denktaş.